# Hanessian Foreland
Hanessian Foreland är en platå i Antarktis. Den ligger i Västantarktis. Inget land gör anspråk på området.